# یواس‌ان‌اس هانتسویل (تی-ای‌جی‌ام-۷)
یواس‌ان‌اس هانتسویل (تی-ای‌جی‌ام-۷) (به انگلیسی: USNS Huntsville (T-AGM-7)) یک کشتی بود که طول آن ۴۵۵' بود. این کشتی در سال ۱۹۴۵ ساخته شد.